# Darly Domvo
Pas d'image ? Cliquez ici

a Compétitions nationales et continentales officielles uniquement.

b Matchs officiels uniquement.
Dernière mise à jour le 22 mai 2023.
Darly Domvo, né le 3 avril 1992 à Courbevoie, est un joueur français de rugby à XV évoluant au poste d'arrière.

## Biographie
Darly Domvo commence le rugby à Royan, avant de rejoindre La Rochelle puis l'Union Bordeaux Bègles en 2009. Il dispute son premier match en équipe première contre Bayonne en Challenge européen en janvier 2012 et signe son premier contrat professionnel en novembre 2013. Il dispute sept saisons à l'UBB avant de signer à Toulon en tant que joueur supplémentaire en janvier 2019. Gravement blessé à la cheville, son contrat n'est pas reconduit et il s'entraîne pendant la saison 2019-2020 avec le Biarritz olympique, sans toutefois faire partie de l'effectif. Il s'engage avec le club à partir de la saison 2020-2021.

## Carrière internationale
Il participe au Tournoi 2012 et à la Coupe du monde 2012 avec l'équipe de France des moins de 20 ans.
En mai 2017, il est appelé en stage avec l'équipe de France.